# Железная дорога Чиуауа — Тихий океан

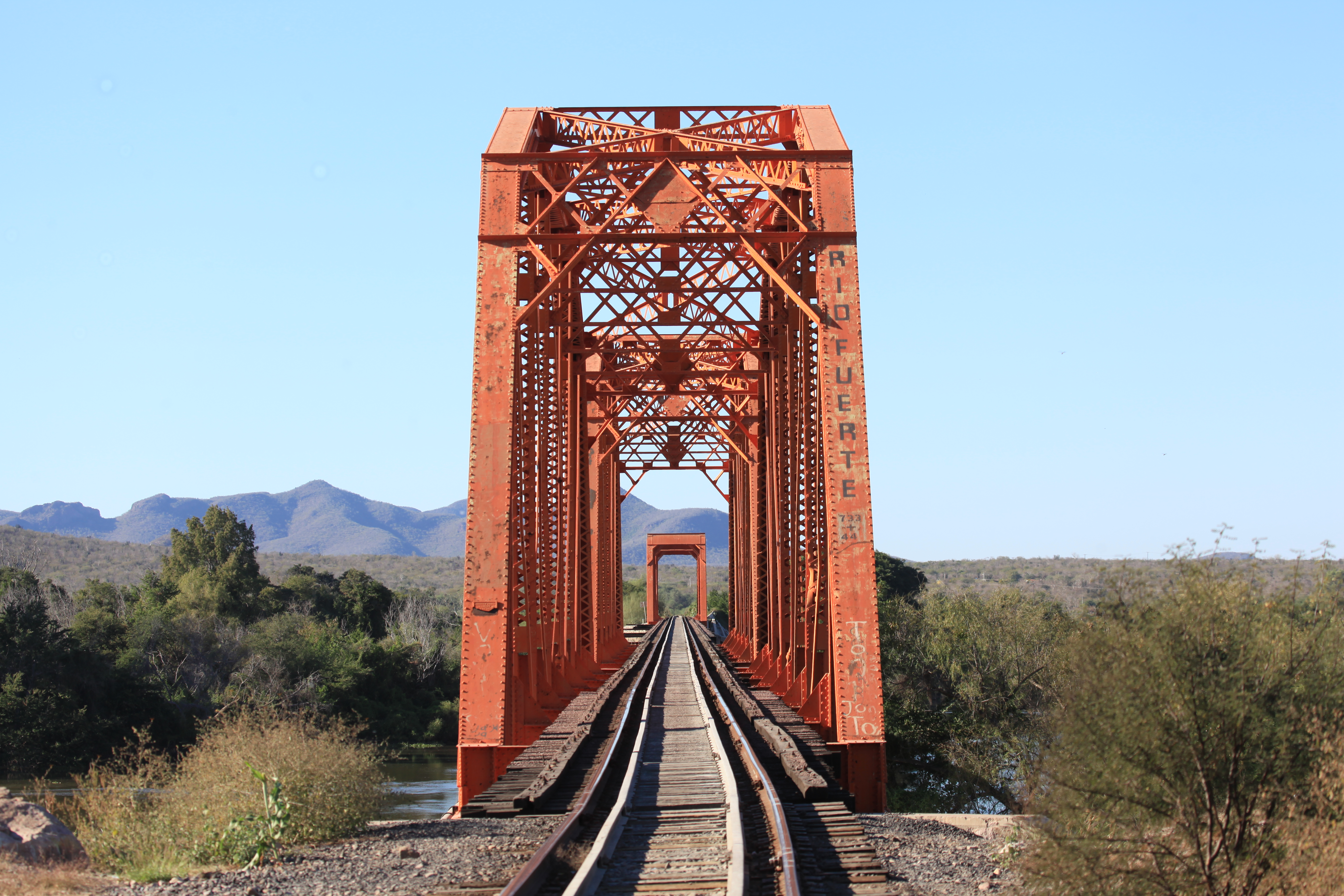
Железнодорожный мост в Эль-Фуэрте

Железная дорога Чиуауа — Тихий океан (исп. Ferrocarril Chihuahua al Pacífico), так же известна как Эль-Чепе (исп. El Chepe — акроним Chihuahua al Pacífico) — однопутная 688-километровая железнодорожная линия в Северной Мексике, которая связывает между собой столицу штата Чиуауа город Чиуауа с тихоокеанским по́ртом Тополобампо в штате Синалоа. Пересекает Медный Каньон и главный хребет Сьерры-Мадре Западной, притягивая туристов со всей Мексики и даже иностранцев.

## История
Строительство этой линии проектировалось ещё в конце XIX века североамериканским промышленником Артуром Стилуэллом. Ветка должна была стать связующим звеном между североамериканским городом Канзас-Сити и мексиканским Тополобампо. Однако открытие движения на линии Чиуауа — Тополобампо состоялось только 22 ноября 1961 года.
В 1998 году железнодорожный транспорт Мексики был приватизирован, линию Чиуауа — Тихий океан с тех пор эксплуатирует компания Ferromex.

## Современность

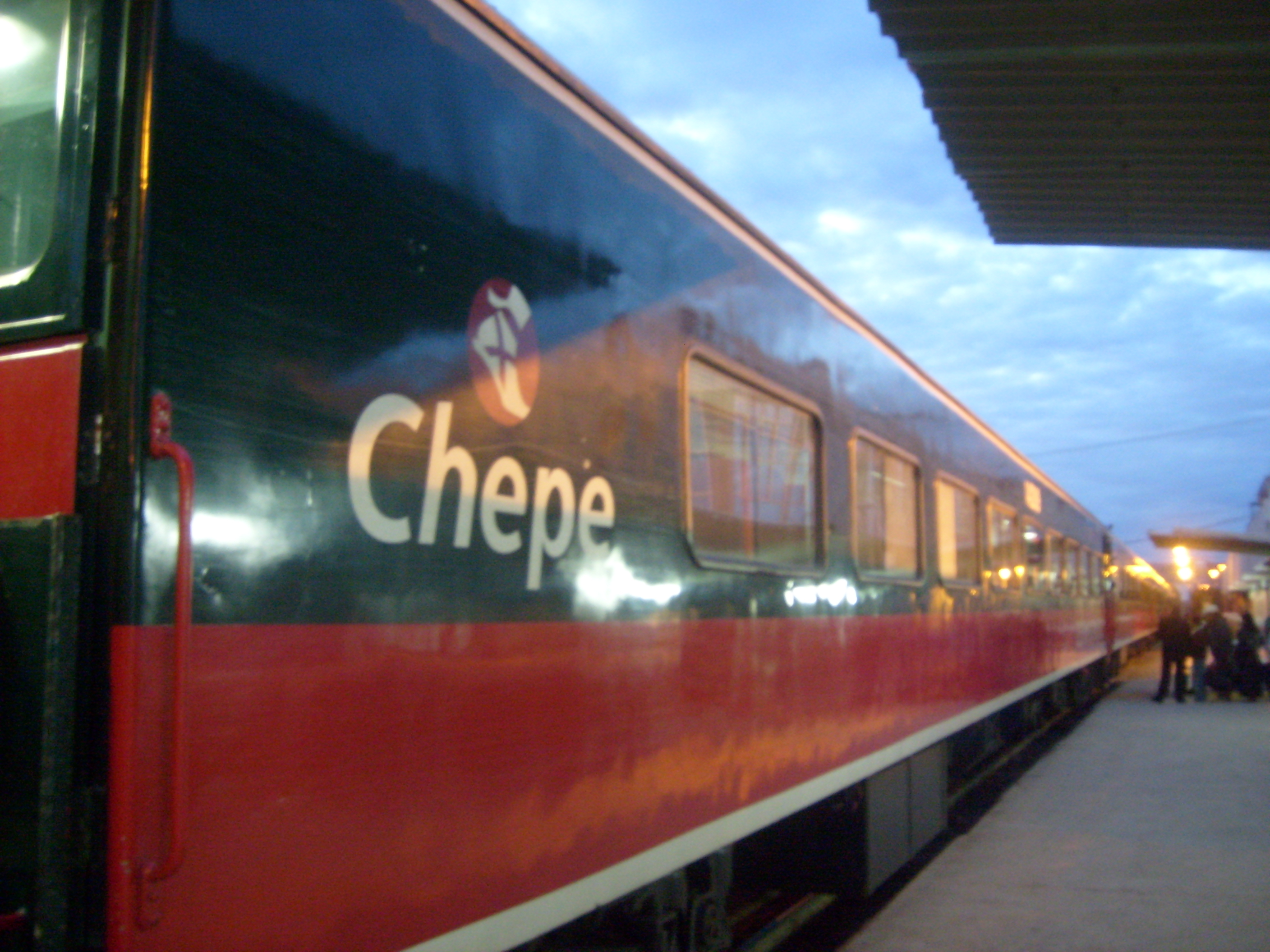
Туристический поезд Эль-Чепе на конечной станции Лос-Мочис, 8 февраля 2009 года

По данным на 2015 год, это единственная во всей Мексике железная дорога, которая обеспечивает пассажирские перевозки. Ежедневно здесь курсирует два поезда — один туристический и один местный. Поезда состоят из 4—7 вагонов (в зависимости от пассажиропотока) на 64 или 68 пассажиров, туристический поезд кроме того имеет вагон-ресторан. Местный поезд отличает тем, что совершает больше остановок, движется медленнее, стоимость проезда ниже, как и качество обслуживания.